# Livre sud-soudanaise
Pour les articles homonymes, voir Livre.
La livre sud-soudanaise est la devise officielle du Soudan du Sud qui est entrée en circulation le 18 juillet 2011. Elle est divisée en cent piastres. Son code ISO 4217 est SSP.

## Historique
La livre sud-soudanaise, après la partition du Soudan, s'est substituée à la livre soudanaise au taux de parité de 1 pour 1. 
L'effigie de John Garang, leader historique de la rébellion sud-soudanaise pendant vingt ans, figure sur les nouveaux billets de banque.
Les autorités de ce nouvel État ont mis en circulation, le 19 octobre 2011, des coupures divisionnaires pour des valeurs de 5, 20 et 55 piastres, ainsi que pour des valeurs de 1, 5 et 10 livres,. Une pièce de monnaie (ou plutôt une médaille) bimétallique de 20 livres est frappée en 2011 mais n'a pas cours légal.
À partir de 2015, les Sud-Soudanais disposent de billets de 5, 10, 25, 50 et 100 livres, ainsi que de pièces de 10, 20, et 50 piastres et de 1 et 2 livres. 
En 2018, un billet de 500 livres est fabriqué, suivi en 2020, par un billet de 1 000 livres émis le 9 février 2021.
Entre juillet 2022 et avril 2023, la livre a perdu près de 30 % de sa valeur par rapport à l'euro et 25 % par rapport au dollar américain.

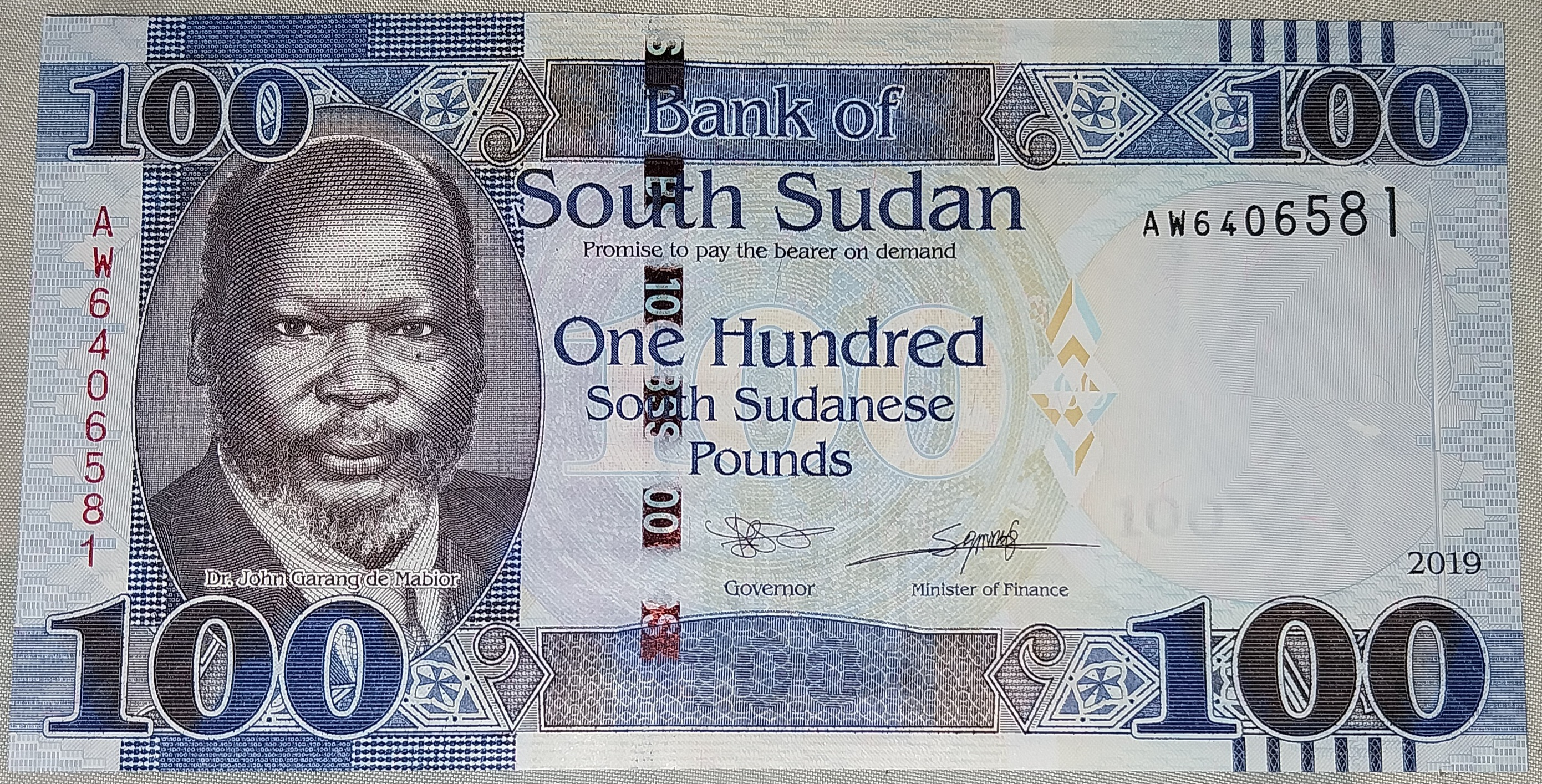
Recto d'un billet de 100 livres sud-soudanaises de 2019.